# جوناس هينركسن
جوناس هينركسن (بالدنماركية: Jonas Henriksen)‏ هو لاعب كرة قدم ومدرب كرة قدم دنماركي، ولد في 6 مارس 1991 في Herlev ‏ في الدنمارك. لعب مع كوبنهاغن بولدكلوب ونادي لينغبي.

## وصلات خارجية
- جوناس هينركسن على موقع قاعدة بيانات كرة القدم.إي يو (الإنجليزية)